# 石灰花楸
石灰花楸（学名：Sorbus folgneri）为蔷薇科花楸属的植物，为中国的特有植物。分布于中国大陆的安徽、甘肃、广西、四川、陕西、广东、河南、云南、贵州、江西、湖北、湖南等地，生长于海拔800米至2,000米的地区，一般生长在山坡杂木林中，目前尚未由人工引种栽培。

## 别名
石灰树、白绵子树（江西土名），毛栒子（河南土名），石灰条子（湖北土名），粉背叶（湖南土名），反白树（四川土名），傅氏花楸（经济植物手册），华盖木（中国木本志略）

## 异名
- Sorbus folgneri (Schneid.) Rehd. var. duplicato-dentata Yu et Lu
- Sorbus nubium
- Pyrus folgneri
- Micromeles folgneri
- Aria folgneri